# Мора (Во)
Мора (фр. Mauraz) — громада  в Швейцарії в кантоні Во, округ Морж.
Одна з найменших в окрузі і в Швейцарії загалом.

## Географія
Громада розташована на відстані близько 90 км на південний захід від Берна, 18 км на північний захід від Лозанни.
Мора має площу 0,5 км², з яких на 8,5% дозволяється будівництво (житлове та будівництво доріг), 78,7% використовуються в сільськогосподарських цілях, 12,8% зайнято лісами, 0% не є продуктивними (річки, льодовики або гори).

## Демографія
2019 року в громаді мешкало 57 осіб (+5,6% порівняно з 2010 роком), іноземців було 7%. Густота населення становила 114 осіб/км².
За віковим діапазоном населення розподілялося таким чином: 19,3% — особи молодші 20 років, 63,2% — особи у віці 20—64 років, 17,5% — особи у віці 65 років та старші. Було 22 помешкань (у середньому 2,6 особи в помешканні).
Із загальної кількості 21 працюючого 8 було зайнятих в первинному секторі, 0 — в обробній промисловості, 13 — в галузі послуг.